# My Back Pages
„My Back Pages“ je píseň amerického písničkáře Boba Dylana z roku 1964. Poprvé vyšla v srpnu 1964 na albu Another Side of Bob Dylan. Svou verzi písně vydala i skupina The Byrds; vyšla v únoru 1967 jako součást alba Younger Than Yesterday a o měsíc později pak i jako singl (na B-straně byla píseň „Renaissance Fair“). Později píseň nahrála řada dalších hudebníků, mezi které patří skupiny Ramones, The Hollies nebo The Box Tops.